# 5967 Edithlevy
5967 Edithlevy è un asteroide della fascia principale. Scoperto nel 1991, presenta un'orbita caratterizzata da un semiasse maggiore pari a 1,9417187 UA e da un'eccentricità di 0,0550390, inclinata di 24,10637° rispetto all'eclittica.